# بنجامين واتسون (لاعب كرة قدم)
بنجامين واتسون (بالإنجليزية: Benjamin Watson)‏ (و. 1980  م) هو لاعب كرة قدم أمريكية، من الولايات المتحدة، ولد في نورفولك، فيرجينيا، يلعب كطرف ضيق ‏.

## التعليم
تعلم في الثانوية الشمالية الغربية ‏.

## وصلات خارجية
- بنجامين واتسون على موقع إي إس بي إن.كوم (أن.أف.أل)3
- بنجامين واتسون على موقع مرجع كرة القدم المحترفة.كوم (الإنجليزية)

- بنجامين واتسون على موقع IMDb (الإنجليزية)